# Прохоров, Тимофей Алексеевич
Тимофей Алексеевич Прохоров (20 января [1 февраля] 1889—22 марта 1938) — начальник инспекции ГУШОСДОР НКВД СССР, майор госбезопасности.

## Биография
Родился 20 января [1 февраля] 1889 года в русской семье крестьян Алексея Ивановича и Агафьи Григорьевны Прохоровых в сельце Волосово Бадеевской волости Серпуховского уезда, крещён на следующий день. Получил низшее образование. Член РКП(б) с 1917, в ВЧК с 1919. До 14 июля 1936 начальник ДТО НКВД Московско-Белорусско-Балтийской железной дороги, затем отозван в распоряжение НКВД СССР. С 16 сентября 1936 начальник инспекторской группы ГУШОСДОР НКВД СССР. 1 августа 1937 уволен в запас. Арестован 19 ноября 1937. Приговорён ВКВС СССР 22 марта 1938 по обвинению в участии в контр-революционной террористической организации к ВМН. Расстрелян в день вынесения обвинительного приговора на территории полигона Коммунарка. Реабилитирован посмертно 26 марта 1957 определением ВКВС СССР.

### Адрес
Москва, Большой Комсомольский переулок, дом 5, квартира 29.

### Звания
- майор государственной безопасности (9 января 1936).

### Награды
- знак «Почётный работник ВЧК-ОГПУ (V)»;
- знак «Почётный работник ВЧК-ОГПУ (XV)» (20 декабря 1932).